# August zu Rantzau
August Graf zu Rantzau, vollständig August Wilhelm Franz Graf zu Rantzau (* 27. Mai 1768 in Breitenburg; † 17. September 1849 ebenda) war ein schleswig-holsteinischer Gutsbesitzer, Amtmann und einer der letzten Lübecker Domherren.

## Leben
August zu Rantzau entstammte dem (jüngeren) Hause Breitenburg der schleswig-holsteinischen Equites-Originarii-Familie Rantzau. Er war ein Sohn von Friedrich Graf zu Rantzau (1729–1806) und seiner Frau Louise Amoene von Castell-Remlingen (1732–1802), durch die Breitenburg wieder zurück an die Familie Rantzau gekommen war. Der dänische Staatsminister Conrad zu Rantzau (1773–1845) war sein jüngster und Hans zu Rantzau, dänischer Generalkriegskommissar, sein älterer Bruder. Seine Schwester Friederike Christiane Marie (1762–1831) war mit Heinrich von Holstein-Holsteinborg (1748–1796) auf Gut Waterneverstorf verheiratet und die Mutter von Heinrich Christoph von Holstein.
Am 15. März 1784 erlangte er durch Präsentation des Domdekans Joachim Otto Adolph von Bassewitz eine Präbende im Lübecker Domkapitel, die zuvor Wulf von Blome (1728–1784) innegehabt hatte, und wurde damit Domherr. Auch nach der Säkularisation des Hochstifts durch den Reichsdeputationshauptschluss 1803 behielt er seine Privilegien und Einkünfte als Domherr auf Lebenszeit. Dazu war er großherzoglich oldenburgischer Kammerherr.
Ab Oktober 1786 studierte er Rechtswissenschaften an der Universität Göttingen. Er trat in den Dienst des Hochstifts Lübeck, und 1800 ernannte ihn Fürstbischof Peter Friedrich Ludwig zum bischöflichen Regierungsrat in Eutin. Nach der Säkularisation des Fürstbistums wurde Rantzau Amtmann für das Amt Kaltenhof mit Sitz in Bad Schwartau und 1843 nach dessen Zusammenlegung mit dem Amt Großvogtei der erste Amtmann für das neue Amt Schwartau.
Ende 1847 erbte er Breitenburg von seinem Bruder Carl (1769–1847) und wurde so der 5. Fideikommissherr.
Seit dem 6. September 1794 war er verheiratet mit Sophie, geb. Gräfin von Bothmer (* 19. März 1771 in Traventhal; † Juli 1846 in Bad Kissingen). Das Paar hatte zwei Söhn: Friedrich August (1799–1871), 6. Fideikommisherr auf Breitenburg, und Kuno zu Rantzau-Breitenburg (1805–1882).